# هجوم بنيامينا
هجوم بنيامينا نفذه حزب الله في 13 أكتوبر 2024 بمسيرة على قاعدة عسكرية بمنطقة بنيامينا-جفعت عدا جنوب منطقة حيفا شمال إسرائيل، مما أسفر عن وقوع 4 قتلى و67 مصاباً بينهم 8 في حالة حرجة، في هجوم وصفته وسائل الإعلام الإسرائيلية "بالأكثر دموية" منذ اندلاع معركة طوفان الأقصى.

## الأحداث
في يوم الأحد 13 أكتوبر 2024، قبل حلول الساعة الثامنة مساء، سقطت مسيرة قرب بنيامينا جنوب حيفا وانفجرت في غرفة طعام تابعة لمعسكر تدريب تابع للواء جولاني في بنيامينا، مما أسفر عن وقوع عدد من القتلى والمصابين، وهرعت قوات شرطة وإسعاف وأرسلت مروحيات إلى الموقع المستهدف لإخلاء المصابين. لم تدو صافرات الإنذار في المنطقة قبل سقوط المسيرة، وفتح الجيش تحقيقاً في الحادث. بحلول التاسعة مساءً، أعلنت وسائل الإعلام الإسرائيلية عن وقوع 3 قتلى و67 جريحاً بينهم 4 في حالة ميؤوس منها.
تبنى حزب الله الهجوم، وقال أنه نفذ هجوماً بسرب من المسيرات لاستهداف معسكر تدريب تابع للواء جولاني في بنيامينا رداً على الاعتداءات الإسرائيلية على أحياء النويري والبسطة في بيروت وباقي مناطق لبنان.
أشارت تقارير إلى أن حزب الله نجح في خداع أنظمة الدفاع الجوي الإسرائيلية من خلال إطلاق رشقة صاروخية وفرت تغطية للطائرات المسيرة، مما سمح لها بإصابة الهدف بدقة. وتسللت مسيرتان عبر المناطق الشمالية من البحر، وتمكنت البحرية من اعتراض طائرة فوق نهاريا، فيما لم تتمكن من رصد المسيرة الثانية. وقالت تقارير إن المستهدف بالهجوم كان رئيس الأركان الإسرائيلي هرتسي هليفي. إلا أنه لم يكن متواجداً في القاعدة لحظة سقوط المسيرة، وظهر في اليوم التالي للهجوم من موقع الاستهداف وألقى كلمة أمام جنوده.